# Kelet-Timor a 2022. évi téli olimpiai játékokon
Kelet-Timor a kínai Pekingben megrendezett 2022. évi téli olimpiai játékok egyik részt vevő nemzete volt. Az országot az olimpián 1 sportágban 1 sportoló képviselte, aki érmet nem szerzett.

## Alpesisí
Férfi
| Versenyző             | Versenyszám      | 1. futam | 1. futam | 2. futam      | 2. futam      | Összesítés | Összesítés |
| Versenyző             | Versenyszám      | Idő      | Hely.    | Idő           | Hely.         | Idő        | Helyezés   |
| --------------------- | ---------------- | -------- | -------- | ------------- | ------------- | ---------- | ---------- |
| Yohan Goutt Goncalves | Óriás-műlesiklás | 1:21,52  | 52.      | nem ért célba | nem ért célba | kiesett    | kiesett    |
| Yohan Goutt Goncalves | Műlesiklás       | 1:15,48  | 52.      | 1:09,19       | 45.           | 2:24,67    | 45.        |